# بجلاتك جبرا
بجلاتك «بوجى» جبرا هي ناشطة وعالمة أثيوبية، وصفتها صحيفة الإندبندنت عام 2010 بأنها «المرأة التي بدأت تمرد النساء الأثيوبيات». أسست جبرا بمساعدة اختها فيكرت جبرا جمعية وقفة نساء كيمباتا معاً المعروفة سابقا باسم Kembatti Mentti Gezzima-Top. التي تعمل على توعية النساء تجاه العديد من القضايا منها منع الختان، وعمليات خطف الفتيات للزواج بهم، واغتصابهنَّ. طبقا للجنة القومية للممارسات التقليدية في أثيوبيا، تمثل هذه الممارسات حوالى 69% من النسبة المئوية للزواج في الدولة لعام 2003.
أعلنت صحيفة الإندبندنت أن المنظمة قللت نسبة الزواج بالخطف بحوالى 90% من النسبة السابقة في كمباتا، بينما أعلنت صحيفة الإقتصادى أن الجمعية ينسب إليها تقليل نسبة الختان من 100% إلى 3%. في 2005 تم تكريم جبرا بجائزة شمال جنوب، وفي 2007 تلقت جائزة جوناثان مان للصحة وحقوق الإنسان. تقدير لإسهامات جبرا في تطوير أفريقيا، كما حصلت بوجى على جائزة الملك بودوين للتنمية الدولية في مايو 2013.

## حياتها
كانت جبرا ضحية لعملية الختان وهي في عمر الثانية عشر، وحرمها والدها من التعليم ولكنها كانت تتسلل من المنزل لتحضر المدرسة التبشيريّة. وأكملت تعليمها ودرست جبرا علم الاحياء الدقيقة في جامعة القدس قبل ان تحضر في جامعة ماساتشوستس في أمهيرست من خلال منح فولبرايت. عندما كانت في الولايات المتحدة أطلقت أول منظمة خيرية لها، للتنمية من خلال التعليم، والتي من خلالها تلقى طلاب الجامعات والمدارس الثانوية الاثيوبية كتبًا تقنيةً بقيمة ستة وعشرين ألف دولار أميركيّ.
بعد حصولها على درجة الدكتوراه في علم الوبائيات، عادت إلى أثيوبيا لتساعد في حماية حقوق النساء في فترة التسعينيات من القرن العشرين. بدأتها بخطاب عام استهلالى عن الموضوع المحرم وهو الإيدز(مرض نقص المناعة المكتسبة)، أدركت جبرا أنها بحاجة لإنشاء مصداقية بينها وبين المجتمع حتى تكون قادرة على إحداث تغير ولذلك كرست نفسها لتصحيح المشاكل التي تمت الإشارة إليها، وتوفير الإمدادات الضرورية لبناء جسر حتى يتمكن أبناء المنطقة من الوصول إلى أقرب مدرسة ويتمكن التجار من الوصول لأقرب سوق محلى. وبمجرد بناء الجسر، أسست واختها KGM Ethiopia، وافتتحت مجتمع للأستشارات لكل قرية لحماية حقوق النساء.